# Eucatocha
Eucatocha is een muggengeslacht uit de familie van de galmuggen (Cecidomyiidae).

## Soorten
- E. barberi (Felt, 1913)
- E. betsyae Pritchard, 1960